# Equazione di stato
In termodinamica e chimica fisica, una equazione di stato è una legge costitutiva che descrive lo stato della materia sotto un dato insieme di condizioni fisiche. Fornisce una relazione matematica tra due o più variabili di stato associate alla materia, come temperatura, pressione, volume o energia interna. Le equazioni di stato sono utili nella descrizione delle proprietà dei fluidi (e delle loro miscele), dei solidi e persino per descrivere l'interno delle stelle.
Il principale uso di una equazione di stato consiste nella determinazione dei parametri di stato relativi a gas e liquidi. Una di queste equazioni, tra le più semplici e utilizzate, è la legge dei gas perfetti (anche detta legge di Clapeyron) valida per gas in condizioni di bassa pressione e alta temperatura (comportamento ideale). Tale trattazione matematica diviene però poco accurata in condizioni lontane dall'idealità e non è in grado di predire la liquefazione di un gas. Sono state quindi sviluppate diverse equazioni di stato più accurate per gas e liquidi. Attualmente non esiste una singola equazione di stato che descriva accuratamente le proprietà di tutte le sostanze nelle diverse condizioni possibili.
Oltre a equazioni che predicono il comportamento di gas e liquidi ci sono anche equazioni di stato per predire il volume dei solidi, ivi compresa la transizione tra stati cristallini differenti. Ci sono equazioni che modellano l'interno delle stelle, comprese le stelle di neutroni. Un concetto correlato è quello di fluido perfetto.

## Definizioni
Nelle equazioni di questa voce le variabili sono definite come segue.
- {\displaystyle R}: costante dei gas
- {\displaystyle P}: pressione
- {\displaystyle V}: volume
- {\displaystyle T}: temperatura (K)
- {\displaystyle N}: quantità di sostanza
- {\displaystyle M}: massa della sostanza
- {\displaystyle v={\frac {V}{N}}}: volume molare
- {\displaystyle n={\frac {1}{v}}}: densità numerica
- {\displaystyle m}: massa molare o massa molecolare media della sostanza
- {\displaystyle \rho ={\frac {V}{M}}}: densità

## Forma generale
Per una determinata quantità di sostanza contenuta in un sistema, la temperatura, il volume e la pressione non sono quantità indipendenti; esse sono collegate dalla relazione:
{\displaystyle f(p,V,T)=0}
Quando due di queste variabili sono note, il valore della terza risulta univocamente definito. Un'equazione usata per modellare questa relazione è chiamata equazione di stato. Nelle sezioni che seguono vengono descritte le principali equazioni di stato. 
È possibile utilizzare qualsiasi insieme coerente di unità di misura, sebbene siano preferibili le unità del Sistema Internazionale. 

## Storia
Legge di Boyle (1662) 
La legge di Boyle è stata forse la prima espressione di una equazione di stato. Nel 1662 Robert Boyle, un irlandese, compì una serie di esperimenti impiegando un tubo di vetro a J sigillato da un lato. Mise mercurio nel tubo, intrappolando così una piccola quantità di aria nel lato sigillato del tubo, dopodiché misurò accuratamente il volume del gas man mano che aggiungeva mercurio nel tubo. La pressione del gas poteva essere determinata dalla differenza di livello del mercurio nei due lati del tubo. Attraverso questi esperimenti Boyle notò che il volume del gas variava in maniera inversa rispetto alla pressione. In termini matematici questo può essere espresso come:
{\displaystyle PV=costante\ }
Questa relazione è stata attribuita anche a Edme Mariotte e ci si riferisce ad essa anche come Legge di Mariotte. L'opera di Mariotte però fu pubblicata solo nel 1676.
 Legge di Charles o Legge di Charles e Gay-Lussac (1787) 
Nel 1787 il fisico francese Jacques Charles scoprì che ossigeno, azoto, idrogeno, anidride carbonica e aria si espandono allo stesso modo lungo il medesimo intervallo di 80K. Successivamente, nel 1802, Joseph Louis Gay-Lussac pubblicò risultati di esperienze simili, che indicavano una relazione lineare tra volume e temperatura
{\displaystyle V/T=costante\ }
 Legge di Dalton delle pressioni parziali (1807) 
Nel 1807 l'inglese John Dalton scoprì che la pressione totale esercitata da una miscela di q gas può essere definita come la somma
{\displaystyle P=p_{1}+p_{2}+...+p_{q}\ }
dove {\displaystyle p_{1}\ }, {\displaystyle p_{2}\ },... {\displaystyle p_{q}\ } rappresentano la pressione parziale di ogni gas.
 L'equazione di stato dei gas perfetti (1834) 
Nel 1834 Émile Clapeyron combinò Le leggi di Boyle e di Charles nella prima formulazione della legge dei gas ideali. Inizialmente l'equazione era scritta come {\displaystyle PV_{m}=R(T_{C}+267)\ } (con la temperatura espressa in gradi Celsius). Indagini successive però rivelarono che il numero avrebbe dovuto essere 273.2, e in seguito la scala Celsius venne definita come 0 °C = 273,15 K, dando quindi:
{\displaystyle Pv=R(T_{C}+273,15)\ }
in cui {\displaystyle v} rappresenta il volume molare del gas, e {\displaystyle R\ } è la costante universale dei gas.
Legge di Amagat (1880)
La legge di Amagat (1880) afferma che il volume di una miscela gassosa a una data temperatura e pressione è la somma dei volumi che avrebbero i singoli componenti alle medesime condizioni. Questa è la prova sperimentale che il volume è una grandezza estensiva. In termini matematici:
{\displaystyle V=v_{1}+v_{2}+...+v_{q}\ }
La legge afferma anche che il rapporto fra il singolo volume parziale e il volume totale è pari
alla frazione molare:
{\displaystyle V_{i}/V=N_{i}/N\ }

## Esempi di equazioni di stato

### Equazione di stato dei gas perfetti
L'equazione dei gas perfetti può essere scritta come:
{\displaystyle PV=NRT}
L'equazione di stato dei gas ideali può anche essere espressa come:
{\displaystyle P=\rho (\gamma -1)u}
dove {\displaystyle \rho } è la densità, {\displaystyle \gamma } l'indice adiabatico espresso dal rapporto tra il calore specifico a pressione costante e quello a volume costante (vedi anche trasformazione adiabatica), ed u l'energia interna per unita' di massa. Questa forma è scritta puramente in termini di variabili intensive ed è molto utilizzata in simulazioni che implicano l'uso dell'equazioni di Eulero in quanto esprime la relazione tra l'energia interna e altre forme di energia (come quella cinetica), permettendo in tal modo il rispetto della conservazione dell'energia totale.

### Equazioni di stato cubiche
Legge di Van der Waals 
Proposta nel 1873, l'equazione di stato di Van der Waals è stata una delle prime equazioni a fornire risultati spiccatamente più precisi dell'equazione di stato dei gas perfetti. Pur essendo ben superiore all'equazione dei gas perfetti e nonostante predica correttamente la formazione di una fase liquida, l'accordo coi dati sperimentali è limitato nelle condizioni in cui il liquido si forma. Benché sia comunemente citata nei libri di testo e nelle pubblicazioni scientifiche per ragioni storiche e didattiche, è ormai caduta in disuso: altre equazioni più moderne, di complessità solo lievemente maggiore, sono molto più accurate.
{\displaystyle \left(P+{\frac {a}{v^{2}}}\right)\left(v-b\right)=RT}
In questa equazione {\displaystyle a\ } viene chiamato parametro attrattivo e {\displaystyle b\ } parametro repulsivo o covolume. 
I parametri a, b e R sono costanti che dipendono dal fluido specifico. Possono essere così calcolati dalle proprietà critiche:
{\displaystyle a=3P_{c}V_{c}^{2}}
{\displaystyle b={\frac {V_{c}}{3}}}
{\displaystyle R={\frac {8P_{c}V_{c}}{3T_{c}}}}
L'equazione di Van der Waals può essere considerata un "miglioramento" della legge dei gas ideali, sotto due aspetti:

Le molecole vengono considerate come particelle con un volume finito, non come punti materiali; quindi {\displaystyle V} non può essere troppo piccolo, ma si mantiene maggiore di un valore limite pari a {\displaystyle n\cdot b}, che dipende dal tipo di gas. Pertanto nell'equazione di stato il "volume non occupato" {\displaystyle (V-n\cdot b)} prende il posto del volume {\displaystyle V}.
Vengono considerate le forze attrattive intermolecolari, che agiscono entro una distanza di parecchi raggi molecolari e causano una diminuzione della pressione totale esercitata dalle molecole di gas sulle pareti del contenitore. Per questo il termine {\displaystyle P} deve essere corretto addizionandogli un fattore che renda conto di tale diminuzione. Essendo la forza che agisce su ogni superficie di molecola proporzionale alla densità (~{\displaystyle \rho }), la forza che agisce sull'insieme di molecole del gas è ~{\displaystyle \rho ^{2}}~{\displaystyle {\frac {1}{v^{2}}}}.
 Redlich-Kwong (RK) 
Introdotta nel 1949, l'equazione di stato Redlich-Kwong è stata un considerevole miglioramento rispetto ad altre equazioni di quel tempo. È ancora di un certo interesse, soprattutto per la sua forma relativamente semplice. Benché superiore all'equazione di Van der Waals, non è molto precisa riguardo alla fase liquida e non può quindi essere impiegata per un calcolo accurato degli equilibri liquido-vapore. Può essere comunque impiegata per questo scopo con l'ausilio di correlazioni separate per la fase liquida.
{\displaystyle P={\frac {RT}{v-b}}-{\frac {a}{{\sqrt {T}}v\left(v+b\right)}}}
{\displaystyle a={\frac {0.42748R^{2}T_{c}^{2.5}}{P_{c}}}}
{\displaystyle b={\frac {0.08664RT_{c}}{P_{c}}}}
Può anche essere espressa in forma adimensionale:
{\displaystyle z={\frac {1}{1-h}}-{\frac {4.934}{T_{r}^{1.5}}}\left({\frac {h}{1+h}}\right)}
in cui {\displaystyle h={\frac {b}{v}}}
essendo {\displaystyle z} il fattore di comprimibilità, pari a:  {\displaystyle z={\frac {Pv}{RT}}}.
L'equazione di stato Redlich-Kwong è adeguata per il calcolo delle proprietà dei gas in condizioni in cui il rapporto tra la pressione e la pressione critica è minore della metà del rapporto tra la temperatura e la temperatura critica.
Redlich-Kwong-Soave (RKS, 1972)
Nel 1972 Soave rimpiazzò il termine 1/√(T) dell'equazione Redlich-Kwong con una funzione {\displaystyle \alpha (T)} comprendente la temperatura e il fattore acentrico.
La funzione α venne sviluppata per calcolare la pressione di vapore degli idrocarburi e l'equazione si comporta molto bene riguardo a questi composti.
{\displaystyle P={\frac {RT}{v-b}}-{\frac {a\alpha (T)}{v\left(v+b\right)}}}
{\displaystyle a={\frac {0.42748R^{2}T_{c}^{2}}{P_{c}}}}
{\displaystyle b={\frac {0.08664RT_{c}}{P_{c}}}}
{\displaystyle \alpha (T)=\left(1+\left(0.480+1.574\omega -0.176\omega ^{2}\right)\left(1-T_{r}^{0.5}\right)\right)^{2}}
{\displaystyle T_{r}={\frac {T}{T_{c}}}}
Dove ω è il fattore acentrico per la specie.
Grabowski e Daubert riformulano {\displaystyle \alpha (T)} come:
{\displaystyle \alpha =\left(1+\left(0.48508+1.55171\,\omega -0.15613\,\omega ^{2}\right)\left(1-T_{r}^{\,0.5}\right)\right)^{2}}
ottenendo per l'idrogeno l'espressione:
{\displaystyle \alpha =1.202\exp \left(-0.30288T_{r}\right)}
 Peng-Robinson (1976) 
{\displaystyle P={\frac {RT}{v-b}}-{\frac {a\alpha (T)}{v^{2}+2bv-b^{2}}}}
{\displaystyle a={\frac {0.45724R^{2}T_{c}^{2}}{P_{c}}}}
{\displaystyle b={\frac {0.07780RT_{c}}{P_{c}}}}
{\displaystyle \alpha (T)=\left(1+\left(0.37464+1.54226\omega -0.26992\omega ^{2}\right)\left(1-T_{r}^{0.5}\right)\right)^{2}}
{\displaystyle T_{r}={\frac {T}{T_{c}}}}
Dove ω è il fattore acentrico per la specie.
L'equazione Peng-Robinson venne sviluppata nel 1976 per soddisfare i seguenti requisiti:
- I parametri avrebbero dovuto essere esprimibili in termini di proprietà critiche e fattore acentrico
- Il modello avrebbe dovuto essere ragionevolmente accurato in prossimità del punto critico, particolarmente per il calcolo del fattore di comprimibilità e della densità del liquido
- Le regole di miscelazione non avrebbero dovuto impiegare più di un singolo parametro di interazione binaria, parametro indipendente da temperatura, pressione e composizione
- L'equazione avrebbe dovuto essere applicabile a tutti i calcoli delle proprietà dei fluidi utilizzati nell'ambito dei processi che utilizzavano gas naturale

Nel suo complesso, l'equazione di Peng e Robinson ha un'accuratezza simile a quella dell'equazione Redlich-Kwong-Soave, anche se è generalmente superiore nel predire la densità liquida di molti fluidi, specialmente quelli non polari.
 Elliott, Suresh, Donohue (ESD) 
L'equazione di stato Elliott, Suresh e Donohue (ESD) è stata proposta nel 1990. L'equazione cerca di correggere una scarsa accuratezza dell'equazione Peng-Robinson per quanto riguarda il termine repulsivo di Van der Waals. L'equazione tiene conto degli effetti di forma di una molecola non polare e può essere estesa ai polimeri tramite l'aggiunta di un ulteriore termine (qui non mostrato). L'equazione è stata sviluppata attraverso simulazioni al computer e dovrebbe essere in grado di descrivere le proprietà fisiche essenziali delle dimensioni e della forma delle molecole, nonché le proprietà del legame idrogeno.
{\displaystyle {\frac {Pv}{RT}}=Z=1+{\frac {4\left\langle c\eta \right\rangle }{1-1.9\eta }}-{\frac {9.5\left\langle qY\eta \right\rangle }{1+1.7745\left\langle Y\eta \right\rangle }}}
Dove:
{\displaystyle c\ } = fattore di forma (shape factor)
{\displaystyle \eta =b\rho \ }
{\displaystyle q=1+1.90476(c-1)\ }
{\displaystyle Y=\exp({\frac {\epsilon }{kT}})-1.0617\ }

### Equazioni di stato non cubiche

#### Equazioni di Dieterici (1899)
Il fisico tedesco Conrad Dieterici (1858-1929) propose nel 1899 due equazioni. La più nota è la seguente, ricavata da considerazioni di meccanica statistica:
{\displaystyle \ P={\frac {RT}{v-b}}e^{-a/RTv}}
dove a è un parametro associato all'interazione tra le molecole e b tiene conto delle dimensioni delle molecole, similmente all'equazione di Van der Waals. Si possono ottenere risultati più accurati sostituendo il parametro {\displaystyle a} con una funzione {\displaystyle a(T)} dipendente dalla temperatura.
I parametri critici valgono:
{\displaystyle \ T_{c}={\frac {a}{4Rb}},P_{c}={\frac {a}{4e^{2}b^{2}}},V_{c}=2b}
Questa equazione è stata utilizzata per calcoli ingegneristici almeno fino alla fine degli anni sessanta per poi venire abbandonata completamente.
Sempre di Dieterici è la proposta di modificare il fattore {\displaystyle v^{2}} nell'equazione di Van der Waals con {\displaystyle v^{5/3}} in base a considerazioni matematiche

#### Equazione viriale e derivate

##### Equazione viriale
Benché non sia l'equazione di stato più conveniente da utilizzare, l'equazione viriale è importante perché può essere derivata direttamente dalla meccanica statistica. Con appropriate assunzioni sulla forma matematica delle forze intermolecolari, si possono derivare espressioni analitiche per ognuno dei coefficienti. In questo caso B corrisponde a interazioni tra coppie di molecole, C a interazioni tra triplette, e così via. L'accuratezza aumenta all'aumentare dei termini della serie di potenze. In pratica, al crescere della pressione, gli scostamenti dal comportamento ideale aumentano, per cui si rende necessario l'utilizzo di più termini.
{\displaystyle {\frac {Pv}{RT}}=1+{\frac {B}{v}}+{\frac {C}{v^{2}}}+{\frac {D}{v^{3}}}+\dots }
{\displaystyle B=-V_{c}}
{\displaystyle C={\frac {V_{c}^{2}}{3}}}
{\displaystyle R={\frac {P_{c}V_{c}}{T_{c}}}}

##### Beattie e Bridgeman (1927)
Tra le equazioni di utilizzo pratico derivate dall'equazione viriale, bisogna menzionare anzitutto quella presentata da Beattie e Bridgeman nel 1927..
{\displaystyle P={\frac {RT(1-\epsilon )}{v^{2}}}(v+B)-{\frac {A}{v^{2}}}}
{\displaystyle A=A_{0}(1-a/v)}
{\displaystyle B=B_{0}(1-b/v)}
{\displaystyle \epsilon ={\frac {c}{vT^{3}}}}
L'equazione è spesso considerata di natura puramente empirica, ma in realtà è strettamente correlata all'equazione viriale.

##### Benedict-Webb-Rubin (BRW, 1940)
L'equazione di stato BWR venne proposta all'inizio degli anni quaranta per l'utilizzo nell'industria petrolchimica (si ricordi che all'epoca l'equazione RK non era ancora stata introdotta), ed ebbe un grande successo. Il suo difetto sta nel richiedere otto parametri, peraltro di significato fisico non ben definito.
Nonostante questa limitazione, l'equazione BWR divenne per molti anni uno standard di riferimento perché veniva utilizzata nelle raccolte di dati termodinamici e volumetrici del NIST e della IUPAC. Negli anni novanta venne però gradualmente abbandonata a favore di altri metodi. Tuttavia è ancora utilizzata occasionalmente in letteratura
{\displaystyle P=nRT+\left(B_{0}RT-A_{0}-{\frac {C_{0}}{T^{2}}}\right)n^{2}+\left(bRT-a-{\frac {d}{T}}\right)n^{3}+}
{\displaystyle +\ \ \alpha an^{6}+{\frac {cn^{3}}{T^{2}}}\left(1+\gamma n^{2}\right)\exp \left(-\gamma n^{2}\right)}
dove {\displaystyle \rho } è la densità molare (ottenibile come inverso del volume molare).
L'equazione è stata scritta in termini di densità molare per motivi di praticità.

##### Benedict-Webb-Rubin-Starling (BRWS, 1970)
{\displaystyle P=nRT+\left(B_{0}RT-A_{0}-{\frac {C_{0}}{T^{2}}}+{\frac {D_{0}}{T^{3}}}-{\frac {E_{0}}{T^{4}}}\right)n^{2}+\left(bRT-a-{\frac {d}{T}}\right)n^{3}+}
{\displaystyle +\;\alpha \left(a+{\frac {d}{T}}\right)n^{6}+{\frac {cn^{3}}{T^{2}}}\left(1+\gamma n^{2}\right)\exp \left(-\gamma n^{2}\right)}
È una versione più precisa dell'equazione precedente. Introdotta nel 1970 da Starling e Powers per predire più accuratamente l'entalpia di miscelazione delle miscele di idrocarburi, è generalmente attribuita al solo Starling.
Valori dei vari parametri per 15 sostanze si trovano in: Starling (1973)
Al contrario della BWR non ebbe grande successo per il gran numero di parametri empirici necessari al suo utilizzo.

#### Equazione di stato irrigidita
Considerando l'acqua sottoposta e pressioni molto alte (condizione che si verifica ad esempio nelle esplosioni nucleari sott'acqua, nella terapia con onde d'urto e nella sonoluminescenza) è utilizzabile l'equazione di stato irrigidita:
{\displaystyle p=\rho (\gamma -1)u-\gamma p_{0}}
dove {\displaystyle u} è l'energia interna per unità di massa, {\displaystyle \gamma } è una costante empirica che assume solitamente valore 6.1 e {\displaystyle p_{0}} è un'altra costante che rende conto dell'attrazione molecolare tra molecole di acqua. Il valore di quest'ultima è di circa 20.000 atmosfere.
L'equazione assume questa forma perché la velocità del suono in acqua è data da {\displaystyle c^{2}=\gamma (p+p_{0})/\rho \ }.
Quindi si può assumere che l'acqua si comporti come un gas ideale che si trovi alla pressione di 20.000 atm, ciò spiega perché l'acqua è comunemente ritenuta incomprimibile: quando la pressione esterna varia da 1 a 2 atmosfere (da 100 kPa a 200 kPa), l'acqua si comporta analogamente a un gas ideale che passa da 20.001 a 20.002 atm (da 2000,1 a 2000,2 MPa).
Questa equazione non è in grado di predire il calore specifico dell'acqua, ma esistono poche alternative da utilizzare per processi che implicano condizioni tanto estreme.

#### Equazione di stato ultrarelativistica
Un fluido ultrarelativistico possiede equazione di stato
{\displaystyle p=c_{s}^{2}\mu }
dove {\displaystyle p} è la pressione, {\displaystyle \mu } la densità di energia e {\displaystyle c_{s}} una costante che si identifica con la velocità del suono.

#### Equazione di Bose ideale
L'equazione di stato per un gas ideale di Bose è
{\displaystyle PV=RT~{\frac {{\textrm {Li}}_{\alpha +1}(z)}{\zeta (\alpha )}}\left({\frac {T}{T_{c}}}\right)^{\alpha }}
dove {\displaystyle \alpha \ } è un esponente specifico del sistema (per esempio, in assenza di un campo potenziale {\displaystyle \alpha } = 1,5), {\displaystyle z\ } vale {\displaystyle \exp({\tfrac {\mu }{KT}})} dove {\displaystyle \mu \ } è il potenziale chimico, {\displaystyle Li\ } è il polilogaritmo, {\displaystyle \zeta \ } è la funzione zeta di Riemann e {\displaystyle T_{c}\ } è la temperatura critica alla quale inizia a formarsi il condensato di Bose-Einstein.

### Fonti secondarie

#### Libri e manuali
- Paolo Silvestroni, Fondamenti di chimica, 10ª ed., CEA, 1996, ISBN 88-408-0998-8.
- Italo Pasquon e Gianfranco Guerreri, Principi della Chimica Industriale, vol. 3, 2ª ed., Milano, CittàStudi, 1993, ISBN 88-251-7074-2.
- Sergio Carrà, Termodinamica, Torino, Bollati Boringhieri, 1990, ISBN 88-339-5462-5.
- (EN) Robert H. Perry, Cecil H. Chilton e Sidney D. Kirkpatrick, Chemical Engineers' Handbook, 4ª ed., McGraw-Hill, 1963.
- (EN) Robert H. Perry e Don W. Green, Perry's Chemical Engineers' Handbook, 7ª ed., McGraw-Hill, 1997, ISBN 0-07-115448-5.
- (EN) Don W. Green e Robert H. Perry, Perry's Chemical Engineers' Handbook, 8ª ed., McGraw-Hill, 2007, ISBN 0-07-142294-3.
- (EN) Ira N. Levine, Physical Chemistry, 6ª ed., McGraw-Hill, 2009, ISBN 0-07-253862-7.
- (EN) J. Richard Elliott e Carl T. Lira, Introductory Chemical Engineering Thermodynamics, 2ª ed., Prentice Hall, 2012, ISBN 978-0-13-606854-9.
- (EN) R. Reid, J.M. Prausnitz e T.K. Sherwood, The Properties of Gases and Liquids, 3ª ed., McGraw-Hill, 1977, ISBN 0-07-051790-8.
- (EN) R. Reid, J.M. Prausnitz e B.E. Poling, The Properties of Gases and Liquids, 4ª ed., McGraw-Hill, 1987, ISBN 0-07-051799-1.
- (EN) B.E. Poling, J.M. Prausnitz e John P. O'Connell, The Properties of Gases and Liquids, 5ª ed., McGraw-Hill, 2001, ISBN 0-07-011682-2.
- (EN) J.R. Partington, Advanced Treatise on Physical Chemistry, vol. 1, Longmans, Green & Co., 1949, ISBN 0582462215.
- (EN) J.O. Hirschfelder, C.F. Curtiss e R.B. Byrd, Molecular Theory of Gases and Liquids, 2ª ed., Wiley, 1964, ISBN 9780471400653.
- (EN) W. Lewis, A System of Physical Chemistry, vol. 2, 3ª ed., Longmans, Green & Co., 1922.
- (EN) J.A. Ewing, Thermodynamics for engineers, Cambridge University Press, 1920.
- (EN) J. Daintith (a cura di), A Dictionary of Chemistry, 6ª ed., Oxford University Press, 2007, ISBN 978–0–19–920463–2.

#### Pubblicazioni scientifiche
- (EN) T. Tsuji, T. Hiaki e M. Namba, AIChE, Benedict-Webb-Rubin Equation of State for an alternative fuel, Dimethyl ether, and Estimation of Thermophysical Properties. (PDF), AIChE Annual Meeting, Conference Proceedings, 2006.
- (EN) M. Vestfálová, Thermodynamic properties of real gases and BWR equation of state (PDF), in EPJ Web of Conferences, vol. 92, 2015,  p. 2106, DOI:10.1051/epjconf/20159202106.
- (EN) F. H. MacDougall, On the Dieterici equation of State, in J. Am. Chem. Soc., vol. 39, n. 6, 1917,  pp. 1229-1235, DOI:10.1021/ja02251a009.

### Fonti primarie

#### Libri
- (EN) Kenneth E. Starling, Fluid thermodynamic properties for light petroleum systems, Houston, Gulf Publishing Company, 1973, ISBN 0-87201-293-X.

#### Pubblicazioni scientifiche
- (EN) J.A. Beattie e O.C. Bridgeman, A new equation of state for fluids. I. Application to gaseous ethyl ether and carbon dioxide, in J. Am. Chem. Soc., vol. 49, n. 7, 1927,  pp. 1665-1667, DOI:10.1021/ja01406a005, ISSN 0002-7863 (WC · ACNP).
- (EN) J.A. Beattie e O.C. Bridgeman, A new equation of state for fluids.  II. Application to helium, neon, argon, hydrogen, nitrogen, oxygen, air and methane, in J. Am. Chem. Soc., vol. 50, n. 12, 1928,  pp. 3133-3138, DOI:10.1021/ja01399a001, ISSN 0002-7863 (WC · ACNP).
- (EN) J.A. Beattie e O.C. Bridgeman, A new equation of state for fluids.III. The Normal densities and the compressibilities of several gases at 0°, in J. Am. Chem. Soc., vol. 50, n. 12, 1928,  pp. 3151-3157, DOI:10.1021/ja01399a003, ISSN 0002-7863 (WC · ACNP).
- (EN) J.A. Beattie e O.C. Bridgeman, A new equation of state for fluids., in Proc. Am. Acad. Arts Sci., vol. 63, n. 5, 1928,  pp. 229-308, DOI:10.2307/20026205, ISSN 0199-9818 (WC · ACNP).
- (EN) O. Redlich e J.N.S. Kwong, On The Thermodynamics of Solutions.  V. An Equation of State. Fugacities of Gaseous Solutions., in Chem. Rev., vol. 44, n. 1, 1949,  pp. 233-244, DOI:10.1021/cr60137a013, ISSN 0009-2665 (WC · ACNP).
- (EN) G. Soave, Equilibrium Constants from a Modified Redlich-Kwong. Equation of State, in Chem. Eng. Sci., vol. 27, 1972,  pp. 1197-1203, DOI:10.1016/0009-2509(72)80096-4, ISSN 0009-2509 (WC · ACNP).
- (EN) J.R. Elliott, Jr., S.J. Suresh e M.D. Donohue, A simple equation of state for non-spherical and associating molecules, in Ind. Eng. Chem. Res., vol. 29, 1990,  p. 1476, DOI:10.1021/ie00103a057.
- (EN) M. Benedict, G.B. Webb e L.C. Rubin, An Empirical Equation for Thermodynamic Properties of Light Hydrocarbons and Their Mixtures: I. Methane, Ethane, Propane, and n-Butane, in J. Chem. Phys, vol. 8, n. 4, 1940,  pp. 334-345, DOI:10.1063/1.1750658, ISSN 1089-7690 (WC · ACNP).
- (EN) M. Benedict, G.B. Webb e L.C. Rubin, An Empirical Equation for Thermodynamic Properties of Light Hydrocarbons and Their Mixtures: II. Mixtures of Methane, Ethane, Propane and n-Butane, in J. Chem. Phys, vol. 10, n. 12, 1942,  pp. 747-758, DOI:10.1063/1.1723658, ISSN 1089-7690 (WC · ACNP).
- (EN) M. Benedict, G.B. Webb e L.C. Rubin, An Empirical Equation for Thermodynamic Properties of Light Hydrocarbons and Their Mixtures: III. Constants for Twelve Hydrocarbons, in Chem. Eng. Progr., vol. 47, n. 8, 1951,  pp. 419-422, ISSN 0360-7275 (WC · ACNP).
- (EN) M. Benedict, G.B. Webb e L.C. Rubin, An Empirical Equation for Thermodynamic Properties of Light Hydrocarbons and Their Mixtures: IV. Fugacities and Liquid-Vapor Equilibria, in Chem. Eng. Progr., vol. 47, n. 9, 1951,  pp. 449-454, ISSN 0360-7275 (WC · ACNP).
- (EN) Ding-Yu Peng e Donald B. Robinson, A New Two-Constant Equation of State, in Ind. Eng. Chem. Fundam., vol. 15, n. 1, 1976,  pp. 59-64, DOI:10.1021/i160057a011, ISSN 0196-4313 (WC · ACNP).
- (DE) C. Dieterici, Ueber den kritischen Zustand, in Ann. Phys. und Chem.(Wiedemanns Ann.), vol. 69, 1899,  p. 685, DOI:10.1002/andp.18993051111.
- (EN) Kenneth E. Starling e John E. Powers, Enthalpy of Mixtures by Modified BWR Equation, in Ind. Eng. Chem. Fundam., vol. 9, n. 4, 1970,  pp. 531-537, DOI:10.1021/i160036a002, ISSN 0196-4313 (WC · ACNP).